# Fred Diks
Fred Diks (Gaanderen, 1 juli 1955) is een Nederlands kinderboekenschrijver, sportverslaggever en leraar.

## Carrière
Voor uitgeverij Kluitman uit Alkmaar schrijft Diks verschillende boekenreeksen, veelal met een voetbalthema, zoals Koen Kampioen en de non-fictieboeken Voetbalsterren van pupil tot prof. Zijn eerste kinderboek verscheen in 2003.
In 2005 werd Diks gevraagd een nieuw deel in de boekenreeks De Kameleon te schrijven voor kinderen vanaf 7 jaar. In de jaren hierna schreef hij nog enkele van deze 'Junior'-delen. Deze Juniordelen werden geïllustreerd door Harmen van Straaten. Tevens schreef hij het 64e deel van de 'reguliere' Kameleon-boekenreeks, De Kameleon scoort!, dat uitkwam in 2006 en in 2008 een vervolg kreeg toen Zet 'm op, Kameleon! van zijn hand verscheen.

## Koen Kampioen: de serie
In 2011 begon Annemarie Mooren met de verfilming van de populaire Koen Kampioen-boeken, waarvan er al bijna vierhonderdduizend zijn verkocht. In de Achterhoek werden acht afleveringen opgenomen, die in 2012 door de AVRO worden uitgezonden. De eerste aflevering was op zaterdag 31 maart om 18.55 uur bij de AVRO op Nederland 3 te zien.
Omroep Gelderland volgde de zoektocht naar de zes regionale hoofdrolspelers in het vierdelige programma Ik ben Koen Kampioen. Deze serie was te zien in juni 2011.
Naast schrijver en voetbaljournalist voor De Gelderlander was Diks 35 jaar lang onderwijzer aan de daltonbasisschool De Leer in Hengelo. Medio 2011 is hij gaan werken bij het PON (Personeelscluster Oost Nederland). Verder treedt Diks op met de Koen Kampioen-show en geeft hij lezingen door het hele land.